# Calle San Juan (Oviedo)
La calle San Juan es una vía pública de la ciudad española de Oviedo.

## Descripción
La vía, que habría recibido su título actual en el siglo XIX por la iglesia de San Juan el Real, discurre desde la calle Eusebio González Abascal hasta la plaza de Juan XXIII, con cruce a medio camino con Schultz. Aparece descrita en El libro de Oviedo (1887) de Fermín Canella y Secades con las siguientes palabras:

San Juan.—Por su proximidad á la iglesia, historiada en la calle de Schulz, nombre que debió darse en 1887 á la que ahora nos ocupa, dejando para aquella el propio de San Juan en recuerdo del antiguo templo ovetense. Principiaba en la Balesquida,—punto que no debe olvidarse por el municipio como dijimos en la Rúa—y terminaba en la puerta de Socastiello. Padeció mucho en el incendio de 1522. Allí estaba el palacio de Alfonso el Magno que fué durante mucho tiempo hospital de San Juan.
(Canella y Secades, 1887, p. 126)